# The Little Girl I Once Knew
The Little Girl I Once Knew è un singolo del gruppo rock statunitense The Beach Boys, pubblicato nel 1965.
Il brano è stato scritto e prodotto da Brian Wilson.

## Tracce
- 7"

1. The Little Girl I Once Knew
2. There's No Other (Like My Baby)